# كلية الهندسة (جامعة أسيوط)
تم إنشاء كلية الهندســــة بـ جامعة أسيوط عام 1957م بمبنى الجامعة القديم بالوليدية حيث بدأت الدراسة بها في العام الجامعى 1957-1958 م ومدة الدراسة بالكلية خمس سنوات منها سنة إعدادية لجميع الطلاب ثم أربع سنوات بالأقسام العلمية المتخصصة.

## أقسام الكلية
تضم الكلية منذ نشأتها سبع أقسام رئيسية:
1. قسم الهندسة المدنية
2. قسم الهندسة الكهربائية
3. قسم الهندسة المعمارية
4. قسم الهندسة الميكانيكية
5. قسم هندسة التعدين والفلزات
6. قسم هندسة الميكاترونيات
7. قسم هندسة التصميم الداخلي

## موقع ومساحة الكلية
تقع كلية الهندسة في حرم الجامعة الجديد بجوار مبنى كليتى التجارة والحقوق عن يمينها ومبنى كلية طب الاسنان عن يسارها وتقع كلية العلوم أمامها مباشرة يفصل بينهما حيز الجراجات..

تبلغ مساحة كلية الهندسة حوالى 83700 متر مربع.. بحيث تقسم : المساحات الفارغة بين الأقسام 49185 متر مربع + مساحات منشأت الاقسام على الأرض 22850 متر مربع موزعة على تسعة مبانى مختلفة + مساحة خضراء تغطى 11665 متر مربع 

وتحتوى الكلية على:
1. 19 مدرج
2. 89 فصل دراسي
3. 91 معمل
4. 6 مكتبات
5. 213 غرفة مكتب

## الدرجات العلمية التي تمنحها الكلية
- درجة البكالوريوس في التخصصات [ مدني - عمارة - ميكانيكا - تعدين - كهرباء ].
- درجة الدبلوم.
- درجة الماجستير.
- درجة الدكتوراه في الهندسة.
- درجة الحرفية المهنية

## رسالة كلية الهندسة
رسالة كلية الهندسة هي تخريج مهندسين في تخصصات مختلفة تفى بالاحتياجات التقنية للمؤسسات الصناعية والمصالح الخدمية مع تزويدهم بأسس المعرفة والمهارات طبقا للمعايير الدولية ومتطلبات المشروعات الهندسية الكبرى في مجال التخصص مع وعى كامل بمشكلات المجتمع والبيئة وأخلاقيات المهنة. تمتد رسالة الكلية لتشمل رفع قدرات المهندسين من خلال دورات مكثفة وورش عمل وتقديم برامج دبلومات الدراسات العليا ودرجات الماجستير والدكتوراه. علاوة على ذلك تساهم الكلية في إثراء العلوم الهندسية من خلال بحوث أصيلة وخدمة المجتمع وتنمية البيئة من خلال الاستشارات المهنية.

## رؤية كلية الهندسة
تتمثل الرؤية في تأكيد ريادة كلية الهندسة بجامعة أسيوط في مجال التعليم الهندسي بمصر والعالم العربي كأحد الكليات التي تقدم تعليما هندسيا متميزاً.
شسيبلات
ن
مم

## أهداف كلية الهندسة
الهندسة هي المهنة التي تطبق فيها المعرفة بالعلوم الأساسية بجانب المعرفة المكتسبة من خلال الدراسة الهندسية والخبرة والممارسة من أجل تطوير وابتكار الطرق والأساليب والآلات والأجهزة للاستخدام الأمثل لمواد وموارد وقوى الطبيعة لنفع المجتمع البشرى.
لذلك تعمل الكلية من خلال أقسامها العلمية التي تغطى معظم التخصصات التي يحتاجها سوق العمل على تحقيق الأهداف الآتية :
1. إعداد خريج قادر على تطبيق العلوم الهندسية وأساليبها في الحياة العملية، قادر على اتخاذ القرار والتعامل مع الأزمات، ملم بوسائل التكنولوجيا الحديثة وكيفية التعامل معها، وقادر على المنافسة في سوق العمل في ظل الظروف الجديدة والمتغيرة للمجتمع الدولي.
2. المساهمة في إعداد الكوادر الفنية المتخصصة في مختلف المجالات التي تقابل احتياجات المجتمع وتتطلبها مجالات التنمية الشاملة وتوفير المؤهلين في التخصصات الجديدة والمستحدثة التي يتطلبها سوق العمل.
3. توفير تعليم متميز يسهم في إعداد العلماء والمفكرين والمبدعين الذين يمثلون الثروة الحقيقية لتقدم المجتمع.
4. التطوير المستمر للبرامج الدراسية وبرامج الدراسات العليا لمواكبة التقدم العلمي والتكنولوجي.
5. إجراء البحوث والدراسات العلمية والتطبيقية التي ترتبط بمشكلات المجتمع وبرامج التنمية في صعيد مصر.
6. تقديم الخبرات الاستشارية للهيئات والمؤسسات الإنتاجية وقطاع الخدمات من أجل خدمة البيئة وتنمية المجتمع.
7. دعم وتوثيق الروابط الثقافية والعلمية مع المؤسسات العلمية وكليات الهندسة بالجامعات العربية والعالمية.
8. التأكيد على القيم الإنسانية النبيلة وتعميق قيمة الولاء الوطني والمحافظة على المبادئ الأصيلة للمجتمع.

## تميز كلية الهندسة
تميزت كلية الهندسة جامعة أسيوط بحصولها على شهادة الجودة والأعتماد من الهيئة القومية لضمان جودة التعليم والاعتماد في العام الاكاديمى 2010-2011..

كما تتميز الكلية بتأسيسها لأول جمعية علمية تهتم بشئون الطلاب على مستوى الشرق الأوسط في العام الأكاديمى 2009-2010 تحت مسمى الهندسة للحياة وقد كان لفريق الجمعية العلمية الكثير من التاثير على تنمية مهارات الطلاب بالكلية..

## وصلات خارجية
- موقع كلية الهندسة جامعة أسيوط.
- موقع الهندسة للحياة | الجمعية العلمية بكلية الهندسة.